# Amblyomma pattoni
Amblyomma pattoni är en fästingart som beskrevs av Neumann 1910. Amblyomma pattoni ingår i släktet Amblyomma och familjen hårda fästingar. Inga underarter finns listade i Catalogue of Life.